# مدال هاوارد پاتز
مدال هاوارد پاتز یکی از جوایز مؤسسه فرانکلین برای علم و مهندسی بود که توسط مؤسسه فرانکلین فیلادلفیا، پنسیلوانیا ارائه شد. نام این مدال براساس نام هاوارد پاتز نامگذاری شده‌است. برنامه جوایز در سال ۱۸۲۴ آغاز شد. اولین مدال هاوارد پاتز در سال ۱۹۱۱ اهدا شد. پس از سال ۱۹۹۱، مؤسسه فرانکلین بسیاری از جوایز تاریخی خود را در مدال بنیامین فرانکلین ادغام کرد.